# Dominik Dombrowski

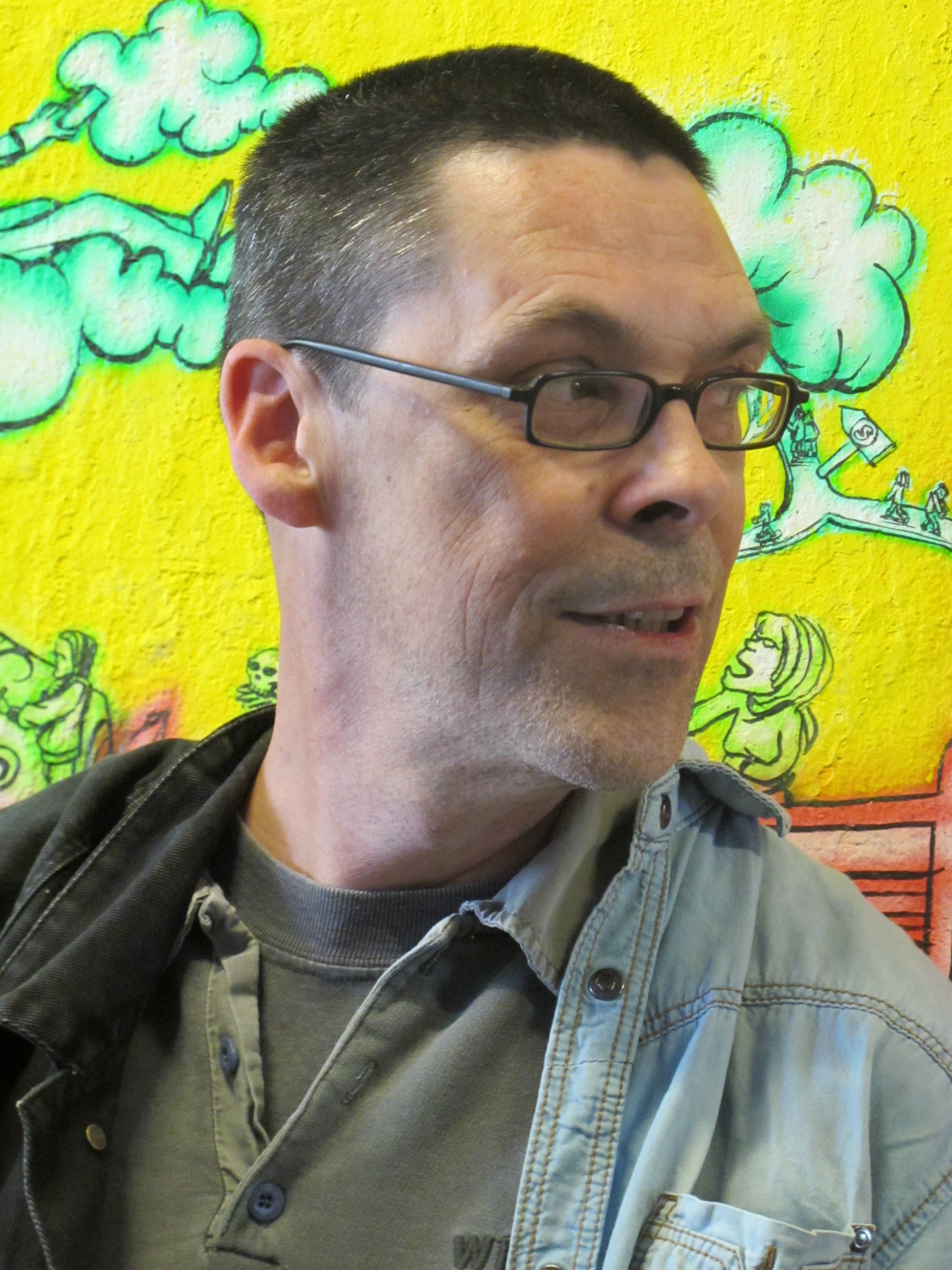
Dominik Dombrowski 2015

Dominik Dombrowski (* 1964 in Waco, Texas) ist ein deutschamerikanischer Autor und Übersetzer.

## Leben und Werk
Dombrowski wuchs in Biarritz, Ulm, Steinhude am Meer und Speyer auf. In Bonn studierte er Philosophie, Komparatistik, Vergleichende Religionswissenschaften sowie Ältere und Neuere Literaturwissenschaften an der Friedrich-Wilhelm-Universität. Er arbeitet als freier Lektor und Autor. Zudem übersetzt er Lyrik aus dem Amerikanischen, insbesondere die Gedichte von Raymond Carver, und schreibt als Literaturkritiker unter anderem Rezensionen für das Literaturportal Signaturen Magazin. Er lebt in Remagen und Bonn.

## Auszeichnungen
- 2024:  Werkstipendium der Kunststiftung NRW
- 2023: „Writer-in-Residence“ im MuseumsQuartier, Wien
- 2021: postpoetry-Lyrikpreis NRW
- 2020/21: Sonderfonds der Kunststiftung Nordrhein-Westfalen
- 2019: Clara-und-Eduard-Rosenthal-Stipendium für Literatur und Stadtschreibung Jena
- 2015: Lyrikpreis München (2. Platz)
- 2015: Stipendium im Künstlerhaus Edenkoben des Landes Rheinland-Pfalz[1]
- 2014: postpoetry-Lyrikpreis NRW
- 2014: Arbeitsstipendium der Kunststiftung Nordrhein-Westfalen
- 2014: Stipendium Künstlerdorf Schöppingen[2]
- 2013: Hausacher LeseLenz – Stadtschreiber für Lyrik[3]
- 2008: Preisträger beim Irseer Pegasus
- 2003: FEEL-Lyrikpreis München

## Werke
- Schwanen (Gedichte), edition AZUR im Verlag Voland & Quist, Dresden und Berlin, 2022
- Ich sage mir nichts (Gedichte), edition AZUR, Dresden, 2019
- Künstliche Tölpel (Erzählung), Parasitenpresse, Köln, 2019
- Fermaten (Gedichte), edition AZUR, Dresden, 2016
- Fremdbestäubung (Gedichte), Parasitenpresse, Köln, 2014
- Finissage (Gedichte), Parasitenpresse, Köln, 2013

## Rezensionen
- Dirk Uwe Hansen: DIRECTOR'S CUT. Signaturen Magazin, abgerufen am 28. April 2015.
- Jan Kuhlbrodt: Endzeit. Signaturen Magazin, abgerufen am 28. April 2015.